# Championnat du monde féminin de handball 1965
Navigation
Roumanie 1962 Pays-Bas 1971
Le championnat du monde féminin de handball 1965 est la troisième édition du championnat du monde féminin de handball qui a lieu en Allemagne de l'Ouest du 7 au 13 novembre 1965.
S'il s'agit du troisième championnat du monde à 7 joueuses, les rencontres ont lieu pour la première fois en salle. Les équipes sont réparties en deux groupes de quatre disputant une phase de groupe, dont les vainqueurs se rencontrent en finale. La Hongrie remporte son premier titre en battant la Yougoslavie en finale par 5 buts à 3. Pays hôte, l'Allemagne de l'Ouest complète le podium.

## Qualifications
| Nombre | Moyen de qualification    | Qualifié(s)                                                                |
| ------ | ------------------------- | -------------------------------------------------------------------------- |
| 1      | Organisateur              | Allemagne de l'Ouest                                                       |
| 1      | Championnat du monde 1962 | Roumanie                                                                   |
| 5      | Tournois de qualification | Danemark, Hongrie, Pologne, Tchécoslovaquie, Union soviétique, Yougoslavie |
| 1      | Asie                      | Japon                                                                      |
| 0      | Amériques                 | -                                                                          |
| 0      | Afrique                   | -                                                                          |

Remarques :
- L'URSS, bien qualifiée sportivement, a refusé de participer car elle ne reconnaissait pas Berlin-Ouest comme une partie de l'Allemagne de l'Ouest,
- Les Pays-Bas, battus par l'URSS lors tournois de qualification, n'ont pas souhaité prendre la place de l'URSS,
- Le Japon, battue par la Tchécoslovaquie lors tournois de qualification, accepte alors d'être la 8e et dernière nation qualifiée.
- La France a décidé de ne pas engager d'équipe[2].

## Phase de poule

### Poule A
Les matchs se sont déroulés à Berlin-Ouest, Hanovre et Bochum :
|   | Équipe               | Pts | J | G | N | P | Bp | Bc | Diff |
| - | -------------------- | --- | - | - | - | - | -- | -- | ---- |
| 1 | Yougoslavie          | 6   | 3 | 3 | 0 | 0 | 28 | 15 | 13   |
| 2 | Allemagne de l'Ouest | 4   | 3 | 2 | 0 | 1 | 26 | 20 | 6    |
| 3 | Danemark             | 2   | 3 | 1 | 0 | 2 | 21 | 27 | -6   |
| 4 | Japon                | 0   | 3 | 0 | 0 | 3 | 21 | 34 | -13  |

| Équipe 1             | Score  | Équipe 2             |
| -------------------- | ------ | -------------------- |
| Yougoslavie          | 11 – 6 | Danemark             |
| Allemagne de l'Ouest | 15 – 7 | Japon                |
| Danemark             | 10 – 9 | Japon                |
| Yougoslavie          | 8 – 4  | Allemagne de l'Ouest |
| Allemagne de l'Ouest | 7 – 5  | Danemark             |
| Yougoslavie          | 9 – 5  | Japon                |

### Poule B
Les matchs se sont déroulés à Offenbourg, Fribourg et Ludwigshafen :
|   | Équipe          | Pts | J | G | N | P | Bp | Bc | Diff |
| - | --------------- | --- | - | - | - | - | -- | -- | ---- |
| 1 | Hongrie         | 6   | 3 | 3 | 0 | 0 | 31 | 15 | 16   |
| 2 | Tchécoslovaquie | 3   | 3 | 1 | 1 | 1 | 27 | 22 | 5    |
| 3 | Roumanie        | 2   | 3 | 0 | 2 | 1 | 18 | 21 | -3   |
| 4 | Pologne         | 1   | 3 | 0 | 1 | 2 | 16 | 34 | -18  |

| Équipe 1        | Score  | Équipe 2        |
| --------------- | ------ | --------------- |
| Roumanie        | 4 – 4  | Pologne         |
| Hongrie         | 7 – 4  | Tchécoslovaquie |
| Hongrie         | 9 – 6  | Roumanie        |
| Tchécoslovaquie | 15 – 7 | Pologne         |
| Roumanie        | 8 – 8  | Tchécoslovaquie |
| Hongrie         | 15 – 5 | Pologne         |

## Finales

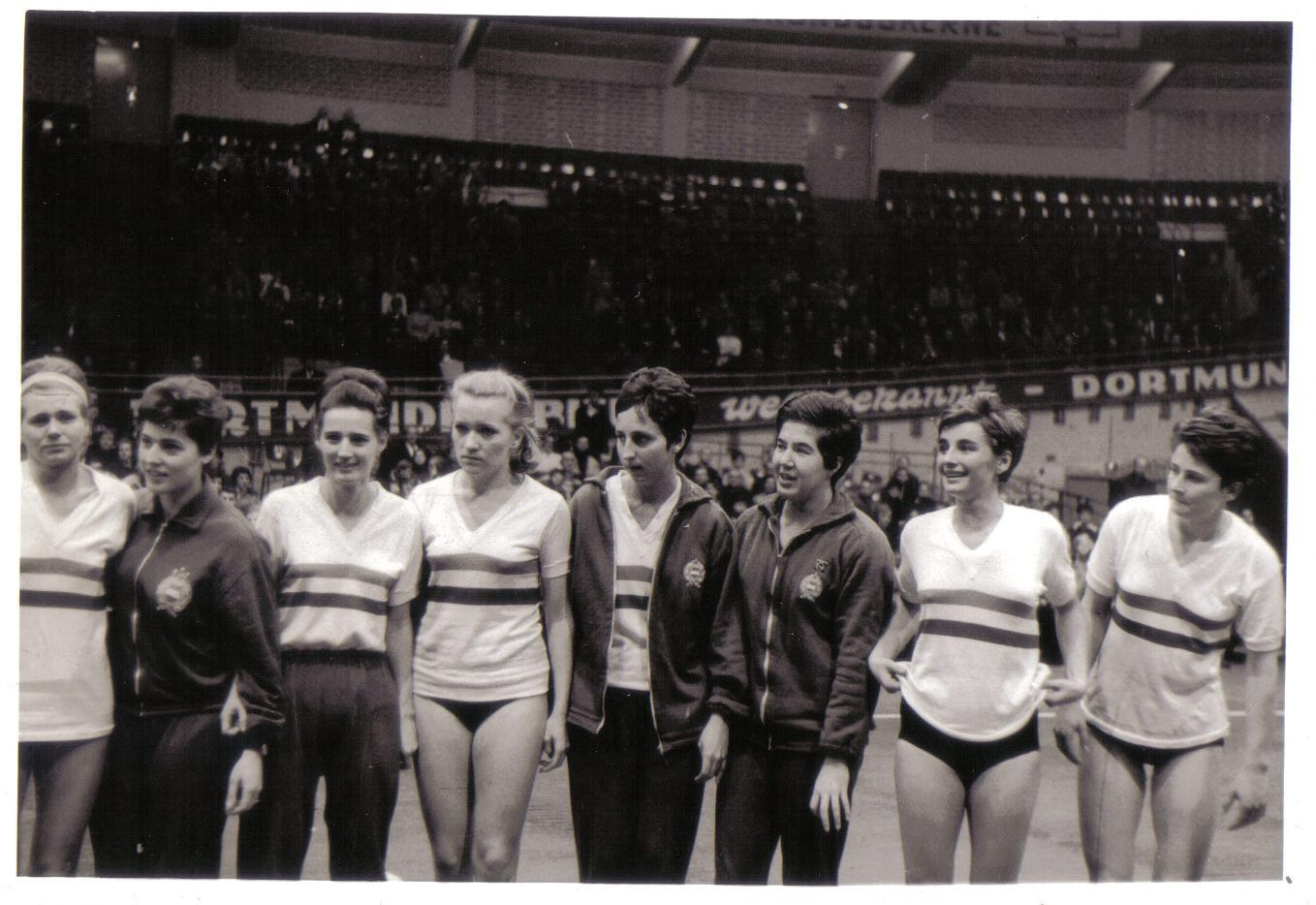
Les Hongroises lors de ce Championnat du monde.

Disputées à Dortmund le 13 mars 1965 , les finales opposent les équipes placées au même rang lors de la phase de poule :
| Match                  | Équipe 1             | Score   | Équipe 1        | Mi-temps |
| ---------------------- | -------------------- | ------- | --------------- | -------- |
| Finale                 | Hongrie              | 5 – 3   | Yougoslavie     | 3 – 2    |
| Match pour la 3e place | Allemagne de l'Ouest | 11 – 10 | Tchécoslovaquie | 7 – 7    |
| Match pour la 5e place | Danemark             | 10 – 9  | Roumanie        | 6 – 4    |
| Match pour la 7e place | Japon                | 6 – 5   | Pologne         | 4 – 1    |

## Classement final
| Classement                | Équipe               |
| ------------------------- | -------------------- |
| Médaille d'or, monde      | Hongrie              |
| Médaille d'argent, monde  | Yougoslavie          |
| Médaille de bronze, monde | Allemagne de l'Ouest |
| 4e                        | Tchécoslovaquie      |
| 5e                        | Danemark             |
| 6e                        | Roumanie             |
| 7e                        | Japon                |
| 8e                        | Pologne              |

## Statistiques individuelles
| Rang | Joueuse            | Équipe               | Buts |
| ---- | ------------------ | -------------------- | ---- |
| 1    | Anne-Marie Nielsen | Danemark             | 11   |
| 2    | Christa Harrach    | Allemagne de l'Ouest | 10   |
|      | Kiyomi Hawakawa    | Japon                | 10   |
| 4    | Ana Starck         | Roumanie             | 9    |
|      | Josefzne Romhanyi  | Hongrie              | 9    |
| 6    | Mirjana Jasić      | Yougoslavie          | 8    |
|      | Waltraud Kühl      | Allemagne de l'Ouest | 8    |
|      | Keiko Ui           | Japon                | 8    |
|      | Jenone Schmidt     | Hongrie              | 8    |
| 10   | Christa Warns      | Allemagne de l'Ouest | 7    |
|      | Zlata Rebernjak    | Yougoslavie          | 7    |

## Effectifs des équipes sur le podium

### Champion du monde:Hongrie

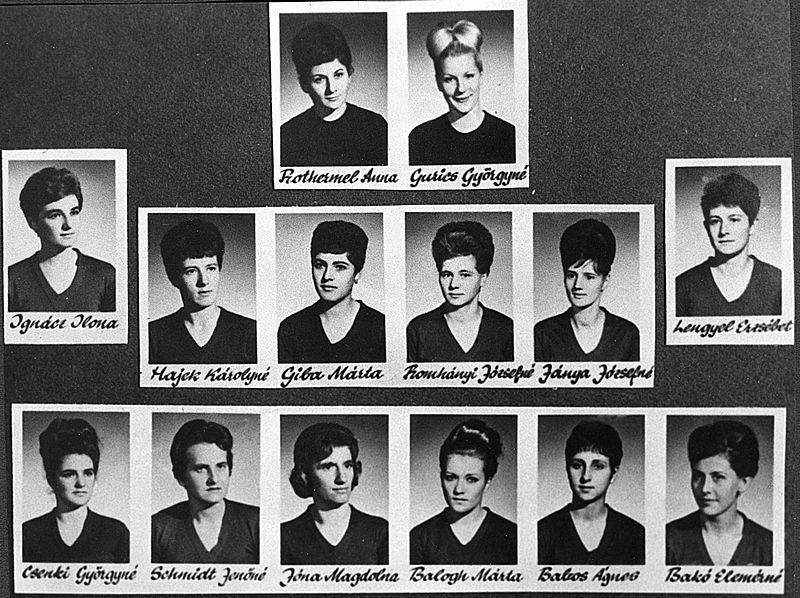
Les Hongroises championnes du monde.

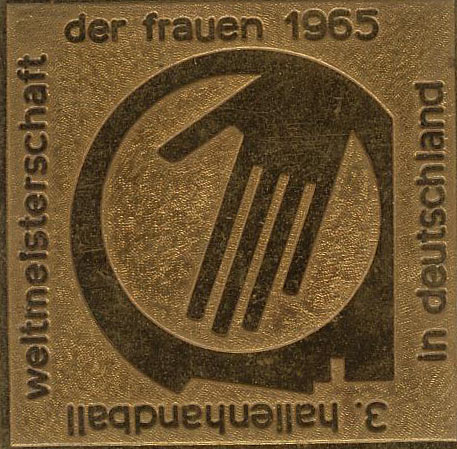
La médaille d'or reçue par les Hongroises

L'effectif de l'équipe de Hongrie, championne du monde, est :
- Györgyné Gurics
- Ágnes Babos
- Erzsébet Bognár
- Györgyné Csenki
- Magdolna Jóna
- Ágnes Hanus
- Erzsébet Lengyel
- Jenőné Schmidt
- Anna Rothermel
- Márta Balogh
- Károlyné Hajek
- Márta Giba
- Ilona Ignácz
- Józsefne Romhányi.

Sélectionneur :
- Bódog Török

### Vice-champion du monde:Yougoslavie
L'effectif de la Yougoslavie, vice-championne du monde, est :
- Zdenka Ištvanović
- Nada Vučković
- Mara Veinović
- Mira Jasić
- Zlatka Rebernjak
- Ana Knežević
- Ružica Miladinović
- Radmila Radunović
- Ana Samardžija
- Leposava Ninković
- Biserka Tomašek
- Ema Bart

Sélectionneurs :
- Svetislav Stankić
- Vilim Tičić

### Troisième place:Allemagne de l'Ouest
L'effectif de l'Allemagne de l'Ouest, médaille de bronze, est :
- Lydia Bauer
- Christa Harrach
- Monika Eichenauer
- Irene Herchenbach (de)
- Elke Heuer
- Christa Hoffmann-Warns (de)
- Doris Holdorf (de)
- Waltraud Kühl (de)
- Waltraud Jakob
- Gisela Meeser (de)
- Christa Milter (de)
- Sigrid Müller (de)
- Gisela Peters-Greshake
- Hannelore Rech
- Gerda Reitwiessner (de)
- Marga Ruschitzka

Sélectionneur :
- Hans Geilenberg